# Fateh-110
Fateh-110 (перс. فاتح ۱۱۰ «завойовник») — іранська мобільна одноступенева твердопаливна балістична ракета класу «поверхня — поверхня», що випускається Іранською організацією аерокосмічної промисловості. Перша балістична ракета іранської розробки. Ракета використовувалася в сирійській громадянській війні Іраном та Сирією. На додаток до підтвердженого використання цими двома країнами, поширені повідомлення про те, що «Фатех-110» експортувалися до «Хезболли» у Лівані.
8 січня 2020 року ракети Fateh-110 та Qiam-1 застосовувалися в операції «Мученик Сулеймані».

## Розробка
Перше покоління Fateh-110 пройшло випробування у вересні 2002 року і незабаром почалося серійне виробництво. Початкова дальність польоту ракети становила 200 км.
Fateh-110 був розроблений на основі некерованої ракети Zezal-2 («Зільзаль-2») Ірану, по суті, шляхом додавання системи наведення. Пізніші версії ракети мають покращені тактико-технічні характеристики. Зокрема у них збільшено дальність польоту та корисне навантаження. Fateh-110 за ліцензією виготовляється у Сирії під позначенням M-600.

## Опис
Основна модель ракети має дальність близько 300 км. Вага ракети становить 3450 кг, з яких 500 кг припадає на БЧ. Ракета має довжину 8,86 м. Fateh-110 має нерухомий трикутний блок на кінці ракети та чотири рухомих блоки у головній частині, які відповідають за зміну напрямку та наведення ракети.
З розвитком ракети підвищувалася її дальність та точність ураження:
- Перше покоління (2002): дальність 200 км
- Друге покоління (2004): дальність 250 км
- Третє покоління (2010): дальність 300 км та підвищена точність
- Четверте покоління (2011): має дальність до 400 км та покращені системи наведення

### Фатех-360

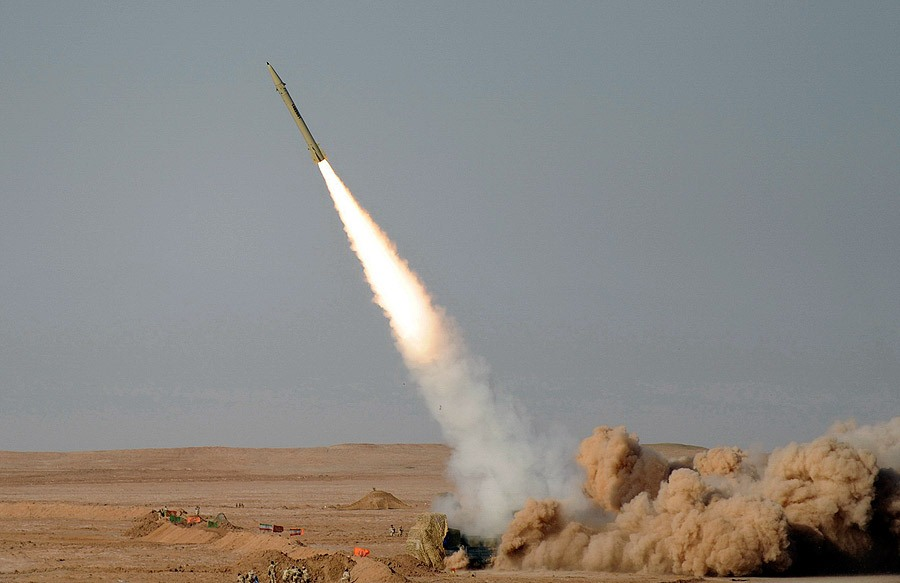
Fateh-110 у повітрі, 2012 рік

Фатех-360 заявлений як гіперзвукова зброя для прориву протиповітряної оборони завдяки високій швидкості руху.
Уперше його показали на військовій виставці 21 серпня 2020 року під уже відомим світу брендом Fath. У вересні 2022 року Іран випробував Fath 360, зменшену модель сімейства балістичних ракет Fateh. Ракета має довжину 4 м і діаметр 30 см, важить від 850—1100 кг з бойовою частиною 150 кг і має дальність польоту 80-100 км; вона керується супутниковою навігацією, найімовірніше, ГЛОНАСС. Стартова швидкість ракети становить 3704 км/год (3,0 Маха), яка збільшується до 5000 км/год (4,1 Маха) до моменту удару. На пускову установку на базі вантажівки можна встановити дво-, чотири- або шестизарядні пускові системи.

## Бойове застосування
- Операція «Мученик Сулеймані»

16 жовтня 2022 року американське видання The Washington Post повідомило, що Іран готується передати Росії першу партію ракет Fateh-110 і Zolfaghar разом із новими партіями безпілотників Mohajer-6 та Shahed-136 для застосування у війні проти України. Та станом на жовтень 2023 року застосування іранських ракет в Україні не було зафіксовано.
21 лютого 2024 року, агентство Reuters з посиланням на шість іранських джерел повідомило, що Іран надав Росії 400 балістичних ракет класу «земля-земля» сімейства Fateh-110, зокрема Zolfaghar, які здатні вражати цілі на відстані від 300 до 700 км.